# Ericsoniínos
Ericsoniínos (Erichsoniini) é uma tribo de coleóptero da subfamília Parandrinae.

## Taxonomia
- Ordem Coleoptera
  - Subordem Polyphaga
    - Infraordem Cucujiformia
      - Superfamília Chrysomeloidea
        - Família Cerambycidae
          - Subfamília Parandrinae
            - Tribo Erichsoniini
              - Gênero Erichsonia